# KUN
KUN（くん、1990年 - ）は、日本のYouTuber、元プロゲーマー。東京都とシンガポールを活動拠点としている。

## 来歴
1990年、大分県に生まれる。小学生ごろは大阪府豊中市に住んでいた。まとめサイト等で岡山県出身とされることがあるが、これは配信上で岡山県をバカにしていた時期があり、面白いという理由から岡山県出身と名乗ることにしたという経緯があるためであり、本当の出身地ではない。18歳ごろに上京。2013年12月、配信者として活動を始める。「BYCM_KUN」名義で活動中の2014年3月にマルチプロゲーミングチームDetonatioN Gaming（現：DetonatioN FocusMe）に参加し、DetonatioN BYCMとして元BYCMの一部メンバーを率いてリーダーとして活動し、『バトルフィールド4』大会で初代アジア一位のチームとなる。それ以前は、「CyberDog（Cyberdog_1914）」と名乗り2014年10月、他クランとの騒動の責任を取りBYCMを脱退し、「今後、他のBFチームのリーダーにならない」 「BFチームの立ち上げを行わない」ことを宣言した。その後他クランへ加入と脱退を繰り返しながらBattle FieldやOver Watchの大会などに出場し、多くの入賞を果たす。 現在はBattle Filed 1を最後にクラン活動を引退し、ゲーム実況に専念している。
2019年、生配信上でシンガポールに購入した新住居を公開した。当初は東京とシンガポールを行き来して活動していたが、新型コロナウイルス感染症の蔓延に伴い、日本で活動していた。現在は主にシンガポールで活動している。
2020年11月1日に開催された第2回「Crazy Raccoon Cup Apex Legends（CRカップ）」に参加し、結果は総合2位となる。同年12月27日に開催された第3回大会では、CR所属のMondoや元父ノ背中所属のはつめと共に総合優勝を果たした。
日本国内において2020年に最も再生されたYouTubeチャンネルランキングで、メインチャンネル「KUN」が第13位にランクインした（3億3745万回再生）。
2021年11月11日よりメインコンテンツである『Minecraft』以外の動画を公開する目的として、もう一つのメインチャンネル「ニート部」での投稿を開始した。
日本国内において2021年に最も再生されたYouTubeチャンネルランキングで、メインチャンネル「KUN」が第20位にランクインした（4億2113万回再生）。

## 人物
サングラスをかけた見た目が特徴的であり、動画・配信やイベントにおいても常に着用している。自他共に認める注意欠如多動症であり、配信中の雑談ではしばしば症状がみられることがある。

### チャンネル概要
YouTube上には複数のチャンネルを持ち、コンテンツごとに分けて投稿している。
メインチャンネルの「KUN」と「KUNの50人クラフト」では主にサンドボックスビデオゲーム『Minecraft』を用いて、様々な企画動画を投稿している。主な動画内容は、参加勢（後述）と共にテーマに沿ったオブジェクト作りや、参加勢に焦点をあてた雑談を中心としながらゲームを進めていくものである。
「ニート部」「ニート部 別冊号」では、少人数で人狼ゲーム『Among Us』、『Dread Hunger』、『SPY RUMBLE』や、Google マップを基にしたゲーム『GeoGuessr』などの様々なゲームを行っている。
「ニート部クラフト」では、ニート部のメンバーで『Minecraft』を使い、主にmodなどを使った企画を投稿している

### KUNキッズ・参加勢
KUN以外のゲームプレイヤーおよび動画視聴者を、実際の年齢に関わらず子供に準えて「KUNキッズ」と称する。また、ゲームプレイヤーとして選抜された者のことを「参加勢」と称しており、50人クラフトには学生から成人までの幅広い年代が参加している。コミュニティーの秩序を乱した者は追放（BAN）されることがある。

## 大会成績

### バトルフィールド 3
国内大会
- BFCM 第1回大会 - 優勝（BYCM）[7]
- BFXBF 第1回大会 - 優勝（BYCM）[7]
- 2013年5月2日 BFLOOK B2KCUP - 優勝（BYCM）[7][20]
- 2013年 BFCTL: BattleField3 Clan Tournament League 2013 ~AFTERMATH~ - 優勝（BYCM）[7][21]

### バトルフィールド 4
国内大会
- 2013年12月21日  JCG Master Season 1: 5on5 Domination - 敗北（BYCM）[7]
- 2014年2月2日  JCG Master Season 2: 5on5 Domination - 優勝（BYCM）[7]

アジア大会
- 2014年1月26日 ESL Asia Battlefield 4 5don5 Asia Cup: 5on5 Domination - 優勝（BYCM）[22]
- 2014年3月16日 ESL Asia Battlefield 4 Go4BF4 Go4BF4 Series - 優勝（DetonatioN BYCM）[23]
- 2014年6月1日 ESL Asia Battlefield 4 Go4BF4 Cup #9 - 優勝（DetonatioN BYCM）[24]

### エーペックスレジェンズ
コミュニティ大会
- 2020年11月1日  Crazy Raccoon Cup Apex Legends #2 - 準優勝（3種のチーズ牛丼特盛温玉付き）[25][26]
- 2020年12月27日  Crazy Raccoon Cup Apex Legends #3 - 優勝（引くこと覚えろ）[27][28]